# Вулканы Таиланда
Список действующих и потухших вулканов Таиланда.
| Название                                 | Высота | Координаты                      | Последнее извержение |
| ---------------------------------------- | ------ | ------------------------------- | -------------------- |
| Пханом Рунг (тайск. พนมรุ้ง)               | 370 м  | 14°32′ с. ш. 102°56′ в. д.      | -                    |
| Doi Pha Khok Hin Fu (тайск. ดอยผาคอกหินฟู) | 450 м  | 18°14′56″ с. ш. 99°37′34″ в. д. | -                    |